# Tomoyuki Matsushita
Tomoyuki Matsushita (en japonés: 松下知之, Matsushita Tomoyuki; Oita, 1 de agosto de 2005) es un deportista japonés que compite en natación, especialista en el estilo combinado.
Participó en los Juegos Olímpicos de París 2024, obteniendo una medalla de plata en la prueba de 400 m estilos. Ganó una medalla de ülata en el Campeonato Mundial de Natación de 2025, en la misma prueba.

## Palmarés internacional
| Juegos Olímpicos   | Juegos Olímpicos    | Juegos Olímpicos | Juegos Olímpicos |
| Año                | Lugar               | Medalla          | Prueba           |
| ------------------ | ------------------- | ---------------- | ---------------- |
| 2024               | París (Francia)     | Medalla de plata | 400 m estilos    |
| Campeonato Mundial |                     |                  |                  |
| Año                | Lugar               | Medalla          | Prueba           |
| 2025               | Singapur (Singapur) | Medalla de plata | 400 m estilos    |